# Kościół Świętych Apostołów Piotra i Pawła w Wągrowcu
Kościół Świętych Apostołów Piotra i Pawła w Wągrowcu – rzymskokatolicki kościół filialny należący do parafii Wniebowzięcia Najświętszej Maryi Panny. Znajduje się w Wągrowcu, w województwie wielkopolskim. Należy do dekanatu wągrowieckiego archidiecezji gnieźnieńskiej.

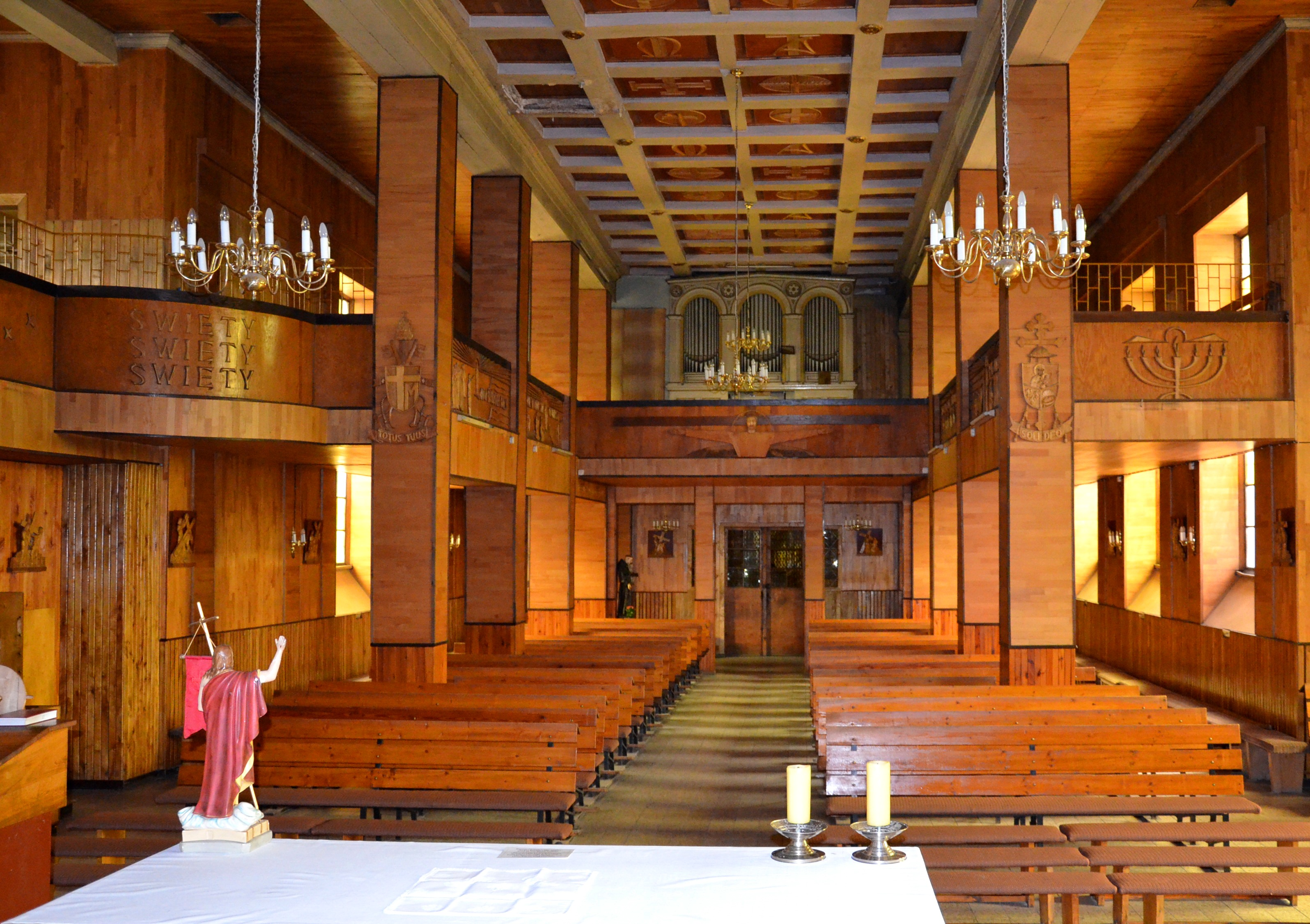
Wnętrze kościoła

## Historia i wyposażenie
Jest to budowla wzniesiona w stylu późnoklasycystycznym w latach 1835-1837 jako świątynia ewangelicka, następnie została rozbudowana w 1895 roku. 
W okresie II Rzeczypospolitej kościół był we władaniu parafii należącej do superintendentury Wągrowiec Ewangelickiego Kościoła Unijnego.
W 1945 roku została przejęta przez katolików. We wnętrzu kościoła znajdują się rzeźby i płaskorzeźby wykonane przez Ignacego Boruckiego, nauczyciela plastyki w szkołach średnich w Wągrowcu.